# Thomas Lægård
Thomas Lægård Sørensen, conosciuto anche come Kølig Kaj e Kool Bandi (Pindstrup, 15 agosto 1971), è un rapper danese.
Ha rappresentato la Danimarca all'Eurovision Song Contest 1997 con il brano Stemmen i mit liv.

## Biografia
Thomas Lægård è salito alla ribalta nel 1997 con la sua partecipazione al Dansk Melodi Grand Prix, il programma di selezione del rappresentante danese per l'Eurovision Song Contest, dove ha presentato l'inedito Stemmen i mit liv. La sua vittoria gli ha permesso di cantare sul palco eurovisivo a Dublino, dove si è piazzato 16º su 25 partecipanti con 25 punti totalizzati.
È considerato uno dei pionieri del rap in Danimarca: è stato infatti il primo rapper a vincere il Dansk Melodi Grand Prix, e nel 2018 è stato inserito nella Dansk Freestyle Hall of Fame.

## Discografia

### Album in studio
- 1997 – Solgt ud!
- 2014 – Lokaliseringen

### Singoli
- 1997 – Stemmen i mit liv
- 1997 – Det lille hus på landet
- 2013 – Vil du være min/Spurve
- 2018 – Den lyriske professor (feat. GPK)